# Ruđinci
Ruđinci (szerbül: Руђинци), település Szerbiában, a Raškai körzet Vrnjačka Banja-i községében.

## Népesség
- 1948-ban 1 128 lakosa volt.
- 1953-ban 1 211 lakosa volt.
- 1961-ben 1 276 lakosa volt.
- 1971-ben 1 335 lakosa volt.
- 1981-ben 1 468 lakosa volt.
- 1991-ben 1 826 lakosa volt.
- 2002-ben 2 019 lakosa volt, akik közül 1 917 szerb (94,94%), 50 cigány, 11 jugoszláv, 4 horvát, 4 macedón, 4 szlovák, 2 montenegrói, 1 bolgár, 1 magyar (0,04%), 1 szlovén, 1 ukrán, 10 egyéb és 13 ismeretlen